# ティヴァト空港
ティヴァト空港（モンテネグロ語:Аеродром Тиват）は、モンテネグロ、アドリア海沿岸のティヴァトに所在する国際空港。ティヴァトの中心部より4km程離れた地点に所在する。モンテネグロには定期の国内線の航空便が存在しないため、国内運用はチャーター便若しくはゼネラル・アビエーションに限定されている。
行先は主にヨーロッパの主要都市であり、夏季には多くのチャーター便が世界各地に飛んでいる。

## 概要
ティヴァト空港は1971年に2,500mの滑走路を1本有す飛行場として建設され、現在はモンテネグロ国内に2つある定期便就航空港の一つである。もう一つは首都ポドゴリツァのポドゴリツァ空港であり、どちらもモンテネグロ空港社によって管理されている。
旅客ターミナルはいずれも平屋建てで小規模だが2棟あり、2006年に建設された第1ターミナル（チェックインカウンター12ヶ所）の他、2018年に増加する需要に対応するための応急処置として建設された第2ターミナル（出発専用・チェックインカウンター6ヶ所）がある。
ティヴァト空港はアドリア海に近く、モンテネグロ国内でアドリア海で接する地方では北部に所在する。空港周囲には山があったり、滑走路より100m程先にはコトル湾があったりと、立地上非常に危険な場所にあるにもかかわらず、幸いにも事故は開港以来発生していない。また、地形上離着陸が危険なため、昼間の時間帯のみの運用になっている。そして、この空港は操縦士にとっても最も離着陸が難しく危険な空港の一つとして認知されている。
また、空港から7km離れた地点にはコトル、20km離れた地点にはブドヴァもあり、観光にも便利な空港である。
2007年には韓国国際協力団により装備が援助され、空港は近代化された。また、この年の旅客数は573,914人となっている。その結果、2009年6月には昨年度より利用客が4%増加した。また、空港内で公衆無線LAN等も利用できるようになっている。

## 就航路線
| 航空会社                 | 就航地 |
| ------------------------ | --- |
| エア・モンテネグロ       | ベオグラード・ニコラ・テスラ空港（ベオグラード）、イスタンブール空港（イスタンブール）                                                                                 |
| エア・セルビア           | ベオグラード・ニコラ・テスラ空港（ベオグラード） |
| オーストリア航空         | ウィーン国際空港（ウィーン） |
| ターキッシュエアラインズ | イスタンブール空港（イスタンブール） |
| イージージェット         | 季節運航: ベルリン・ブランデンブルク国際空港（ベルリン）、ジュネーヴ空港（ジュネーブ）、マンチェスター空港（マンチェスター）、ロンドン・スタンステッド空港（ロンドン） |
| ノルウェー・エアシャトル | 季節運航: オスロ空港（オスロ）、ヘルシンキ空港（ヘルシンキ） |
| トランサヴィア           | 季節運航: パリ・オルリー空港（パリ） |